# Phong Cảo
Phong Cảo (giản thể: 沣镐; phồn thể: 灃鎬; bính âm: Fēnghào) là tên hiện đại của thành phố sinh đôi được hình thành bởi thủ phủ của Tây Chu (k. 1027－256 TCN) là Phong và Cảo nằm trên một bờ đối diện nhau của Phong Hà gần nơi hợp lưu với Vị Hà ở Thiểm Tây. 

## Lịch sử
Lúc Chu công trong thời Xuân Thu mở rộng lãnh thổ của Chu về phía đông đến Sơn Tây để chuẩn bị cho một cuộc tấn công vào các lãnh chúa nhà Thương danh nghĩa của mình, ông ta đã xây dựng một thủ đô mới ở bờ tây của Phong khoảng 100 kilômét (62 mi) về phía hạ lưu từ kinh đô ban đầu của Chu trên Vị Hà bên dưới đền Kỳ. Thành phố này được gọi là Phong, Phong Khê, hoặc Phong Kinh (灃京; Fēngjīng).
Sau khi con trai ông Phát đánh bại nhà Thương tại Mục Dã và lên ngôi với tư cách là Vũ vương (trị vì vào năm 1046－1043 TCN), thủ đô đó được chuyển đến một cơ sở mới ở bờ đông được gọi là Cảo hoặc Cảo Kinh. Hai hình thành một nguồn vốn sinh đôi, với Phong tiếp tục phục vụ các nghi lễ của đền châu tổ tiên và vườn tược, Hào chứa cung điện hoàng gia và chính phủ.
Cả hai đều bị bỏ rơi vào năm 771 TCN trong cuộc xâm lược Khuyển Nhung đã đánh đuổi nhà Chu ra khỏi Thung lũng Vị Hà và kết thúc triều đại phương Tây của nó. Kinh đô của Đông Chu (770－221 TCN) được đặt ở Thành Chu. 

## Tàn tích
Tàn tích tại Phong Cảo nằm phía Tây Nam ngày nay là Tây An ở Thiểm Tây. Địa điểm này đã được Quốc vụ viện Cộng hòa Nhân dân Trung Hoa công nhận là di sản văn hóa quốc gia quan trọng vào năm 1961.